# Calliptamus abbreviatus
Calliptamus abbreviatus är en insektsart som beskrevs av Ikonnikov 1913. Calliptamus abbreviatus ingår i släktet Calliptamus och familjen gräshoppor. Inga underarter finns listade i Catalogue of Life.